# Dywan (literatura)
Dywan (pers. diwān) – zbiór wierszy jednego lub kilku poetów, uporządkowany według kryteriów gatunkowych.
W obrębie danego gatunku utwory ułożone są w porządku alfabetycznym według ostatnich liter rymów. Termin wprowadził perski poeta Rudaki, funkcjonuje on w literaturze Bliskiego i Środkowego Wschodu, w językach urdu, perskim i języku Turków osmańskich.
Jednym z twórców europejskich, który stosował formę dywanu, był Federico García Lorca, który zastosował ją w swoim zbiorze wierszy „Dywan z Tamarit” (hiszp. Diván del Tamarit). Lorca nie trzymał się jednak rygorystycznie norm arabskich, podszedł do nich trochę umownie. Wiersze zbioru mają coś z kasyd czy gazel bardziej pod względem treści i „klimatu”, aniżeli formy.